# 特里蒙特 (伊利諾伊州)
特里蒙特（英語：Tremont）是位於美國伊利諾伊州塔茲韋爾縣的一個村落。

## 地理
特里蒙特的座標為40°31′32″N 88°29′26″W / 40.52556°N 88.49056°W，而該地最高點為海拔高度196米（即643英尺）。

## 人口
根據2010年美國人口普查的數據，特里蒙特的面積為2.44平方千米，當中陸地面積為2.44平方千米，而水域面積為0.00平方千米。當地共有人口2236人，而人口密度為每平方千米916人。